# Haskell
Haskell (укр. Гаскель, Гаскелл) — стандартизована, винятково функційна мова програмування з нестрогою семантикою. Названа на честь американського математика Гаскелла Каррі, роботи якого в галузі математичної логіки є базовими для функційного програмування. Гаскель базується на лямбда численні. Найважливішими реалізаціями є компілятор Glasgow Haskell Compiler (GHC) та оснований на ньому компілятор GHCJS, що компілює Гаскель-код у скрипт мовою JavaScript. Історично важливим також є інтерпретатор Hugs, але на сьогодні він не підтримується.

## Історія
На кінець 1980-их років вже існували деякі функційні мови програмування з власними перевагами та недоліками. Для того, аби наука отримала єдину основу для досліджень, слід було розробити стандартизовану сучасну функційну мову програмування. Тоді планувалось використати мову програмування Міранда як вихідний варіант, однак її розробники були в цьому не зацікавлені. Так в 1990 році і з'явилась мова програмування Haskell 1.0.
Поточна версія мови програмування є переробленим варіантом стандарта Haskell-98 1999 року. Зараз Гаскель є функційною мовою програмування, яка широко використовується як для досліджень, так і для реалізації комерційних проектів. Крім того, існує велика кількість варіантів мови програмування: Parallel Haskell, Distributed Haskell (раніше Gofin), Eager Haskell, Eden, DNA-Haskell, а також об'єктно-орієнтовані варіанти (Haskell++, O'Haskell, Mondrian). Для інших Гаскель був прикладом при розробці мови програмування. Наприклад, у випадку мови програмування Python було запозиченно концепцію Лямбда-нотації та синтаксис роботи зі списками.

## Застосування
Незважаючи на порівняно невелику спільноту Гаскеля, він уже показав свої сильні сторони у декількох проектах. Pugs — реалізація довгоочікуваної мови програмування Raku з інтерпретатором та компілятором, які показали корисність Гаскеля лише через кілька місяців від написання; також, GHC часто використовується як випробувальний стенд для передових можливостей функційного програмування та оптимізацій. Darcs — система керування версіями, яка має кілька інноваційних особливостей. Linspire GNU/Linux використовує Гаскель для розробки системних утиліт. xmonad — менеджер вікон для X Window System, цілком написаний на Гаскелі.

## Особливості

### Робота програм
- Гаскель є чистою функційною мовою програмування. Функції не мають жодних побічних ефектів. Це означає, що для одних і тих самих значень вхідних параметрів завжди повертатимуться однакові результати обчислень.

- Функційні мови програмування відрізняються від імперативних мов програмування тим, що програміст не повинен визначати порядок обчислення функцій. Розробнику слід лише описати залежність між даними, а транслятор вже самотужки визначає порядок обчислень на імперативному обчислювальному пристрої.

- Відсутні будь-які імперативні конструкції мови програмування. Завдяки монадам можливо виконувати операції вводу-виводу, інші обчислення, які вимагають збереження стану, в чисто функційному вигляді.

- Відсутні оператори зміни значення змінних. Через це відсутня різниця між константами та змінними. Як наслідок, відпадає необхідність у декларації const або final, які є, наприклад, в мовах програмування Сі та Java відповідно.

- Відсутня різниця між ідентичністю та рівністю об'єктів.

- Усунення проблем від наявності побічних ефектів значною мірою полегшує спостереження за послідовністю роботи програми.

- Гаскель є лінивою мовою програмування. Обчислюються лише вирази, значення яких необхідне для обчислення результатів.

```
first
 
x
 
y
 
=
 
x

square
 
x
 
=
 
x
 
*
 
x

```

Функція first при виклику з двома параметрами повертає значення першого. При виклику first x (3+7) обчислення значення суми (3+7) не потрібне для обчислення результата, і тому може не виконуватись.
Функція square повертає значення квадрата переданого параметра. При обчисленні square (3+5) функція має обчислити (3+5)*(3+5), однак подвійне обчислення (3+5) не є оптимальним, і має уникатись.
Реалізація лінивих обчислень полегшується відсутністю побічних ефектів та строгим дотриманням парадигми функційного програмування.

### Система типів
- Гаскель є сильно типізованою мовою програмування. Розрізняються цілі, числа з рухомою комою, рядкові, та інші типи даних.

- Підтримуються змінні типів. Завдяки цьому, можна робити узагальнені формулювання функцій. У випадку, коли така загальна функція застосовується до змінних з конкретним типом, автоматично визначаються і типи результатів решти обчислень.

Функція map виконує надану функцію для кожного елемента зі списку. Її тип має вигляд:
```
map
 
::
 
(
a
 
->
 
b
)
 
->
 
[
a
]
 
->
 
[
b
]

```

У випадку, якщо map буде викликано із функцією toUpper, яка має тип Char -> Char, вона матиме тип:
```
map
 
toUpper
 
::
 
[
Char
]
 
->
 
[
Char
]

```

- Із самого початку Гаскель є мовою програмування зі статичною типізацією, хоча, існують варіанти з динамічною типізацією. Це значить, що для більшості обчислень, типи аргументів відомі вже на етапі трансляції. Це допомагає уникнути очевидних помилок ще до початку обчислень.

- Гаскель підтримує функції вищого порядку (функціонали). Тобто, функції, які можуть приймати як аргументи й повертати як результати функції. Одним із прикладів, є функція map, яка обчислює надану функцію f для кожного елемента одного типу (тут списка).

```
map
 
::
 
(
a
 
->
 
b
)
 
->
 
[
a
]
 
->
 
[
b
]

map
 
f
 
[]
 
=
 
[]

map
 
f
 
x
:
xs
 
=
 
f
 
x
 
:
 
map
 
f
 
xs

map
 
square
 
[
1
,
2
,
3
]
 
=
 
[
square
 
1
,
 
square
 
2
,
 
square
 
3
]
 
=
 
[
1
,
4
,
9
]

```

- Підтримується визначення типів даних користувачами. Ці типи даних визначаються використанням конструкторів типів даних.

```
data
 
Tree
 
Int
 
=
 
Leaf
 
Int
 
|
 
Branch
 
Int
 
(
Tree
 
Int
)
 
(
Tree
 
Int
)

```

В прикладі наведено структуру даних дерев з наповенене цілими числами. Таким чином, дерево (Tree Int) складається або із листа (Leaf Int), або відгалуження (Branch Int t1 t2), де t1 та t2 містять піддерева, що мають структуру даних Tree Int. Для визначення цієї структури даних, треба, також, визначити конструктор Leaf з одним параметром, та конструктор Branch з трьома параметрами.
- Функції дозволяють каррінг. В той час, як в інших мовах програмування, як аргументи функції передаються кортежі, тобто, типи функцій мають вигляд (a,b) -> c, в Гаскель прийнято використовувати Каррі-подібну форму a -> b -> c. Завдяки цьому, стає можливим часткове обчислення значення функцій. Вираз map toUpper є прикладом часткового обчислення map, оскільки, він визначає функцію, а саме, функцію, що переводить всі літери у верхній регістр.

- Гаскель підтримує класи типів. Завдяки класифікації типів, можна визначити спільні операції для типів одного класу. В сигнатурах функцій можуть бути присутні як аргументи конкретного типу, приміром, Char та безтиповими змінними, визначатись аргументи з явно заданими обмеженнями типів.

Всі застосування методу з класами типів мають однакове ім'я. Це, в деякому сенсі, відповідає перегрузці функцій. Ім'я певної функції залежить від типів аргументів. Наприклад, метод == класу Eq порівнює як пару цифр, так і пару рядків. Однак, робота цього методу залежить від типів аргументів.

### Синтаксис
Розрізняється регістр літер. Ідентифікатори, що починаються з великих літер, означають типи та конструктори. Ідентифікатори, що починаються з малої літери, означають змінні, функції, та параметри.
- Гаскель пропонує ряд синтаксичних особливостей. Вони мають допомагати висловлювати все відповідно до функційної парадигми.

Замість
```
readFile
 
"input.txt"
 
>>=
 
writeFile
 
"output.txt"

```

або
```
readFile
 
"input.txt"
 
>>=
 
(
\
content
 
->
 
writeFile
 
"output.txt"
 
content
)

```

можна також написати
```
do
 
content
 
<-
 
readFile
 
"input.txt"

   
writeFile
 
"output.txt"
 
content

```

- Як символьні (такі як +, -, *, /, >, <), так і алфавітно-цифрові ідентифікатори (літери, цифри, апостроф) можуть використовуватись і як назви функцій, і як інфіксні та постфіксні оператори. Наприклад, можна писати:

```
a
 
+
 
b
      
==
  
(
+
)
 
a
 
b

a
 
`
div
`
 
b
  
==
  
div
 
a
 
b

```

### Програмування
- Гаскель підтримує пошук по шаблонах. Тобто, як формальні параметри можна передавати шаблони. При цьому, описані шаблони стають аргументами функції.

```
fac
 
::
 
Integer
 
->
 
Integer

fac
 
0
 
=
 
1

fac
 
n
 
=
 
n
 
*
 
fac
 
(
n
-
1
)

```

Функція fac обчислює факторіал числа. При виклику функції з параметром, що дорівнює 0, буде повернута 1. Для всіх інших випадків, обчислення факторіала відбувається шляхом рекурсивного виклику n*fac(n-1). В цьому прикладі, 0 та 1 є шаблонами, від збігу з якими залежить результат обчислень.

### Модулі
Гаскель, також, має систему модулів. Існує велика кількість модулів, в яких реалізовано багато корисних функцій. Один із найповніших переліків існуючих модулів міститься в Haskell Reference [Архівовано 16 листопада 2006 у Wayback Machine.](англ.).
Для того, аби використати модуль, необхідно його імпортувати. Це робиться з використанням ключового слова import:
```
import
 
List

import
 
Maybe

```

Різні модулі можуть містити функції та типи з однаковими назвами. Ці ідентифікатори можна розрізняти шляхом:
- імпортування лише одного ідентифікатора,

```
import
 
Data.List
(
delete
)

x
 
=
 
delete
 
'a'
 
"abc

```

- використанням повної (разом із модулем) назви ідентифікатора:

```
import
 
qualified
 
Data.List

x
 
=
 
Data
.
List
.
delete
 
'a'
 
"abc

```

або
```
import
 
qualified
 
Data.List
 
as
 
List

x
 
=
 
List
.
delete
 
'a'
 
"abc"

```

Можливим, але не бажаним є приховування ідентифікаторів деклараціями hiding.

## Приклади

### Факторіал
Елегантне визначення функції факторіалу, яке використовує нотацію Гаскеля для списків:
```
fac
 
::
 
Integer
 
->
 
Integer

fac
 
n
 
=
 
product
 
[
1
..
n
]

```

### Числа Фібоначчі
Наївна реалізація функції обчислення n числа з Послідовності Фібоначчі:
```
fib
 
::
 
Integer
 
->
 
Integer

fib
 
0
 
=
 
0

fib
 
1
 
=
 
1

fib
 
n
 
=
 
fib
 
(
n
 
-
 
2
)
 
+
 
fib
 
(
n
 
-
 
1
)

```

Швидша реалізація обчислення послідовності:
```
fibs
 
::
 
[
Integer
]

fibs
 
=
 
0
 
:
 
1
 
:
 
(
zipWith
 
(
+
)
 
fibs
 
(
tail
 
fibs
))

```

### Швидке сортування
Алгоритм швидкого сортування записується мовою Гаскель так:
```
qsort
 
::
 
Ord
 
a
 
=>
 
[
a
]
 
->
 
[
a
]

qsort
 
[]
     
=
 
[]

qsort
 
(
x
:
xs
)
 
=
 
qsort
 
[
y
 
|
 
y
 
<-
 
xs
,
 
y
 
<
 
x
]
 
++
 
[
x
]
 
++
 
qsort
 
[
y
 
|
 
y
 
<-
 
xs
,
 
y
 
>=
 
x
]

```

У першому рядку визначається сигнатура функції qsort. В другому рядку визначається, що результат застосування функції для порожнього списка є також порожній список. В третьому рядку відбувається рекурсивне сортування непорожніх списків: перший елемент x береться як середній елемент результуючого списка. Перед ним сортуються всі менші, а після нього — всі більші елементи списка. Для того, аби вибрати всі менші та більші елементи ніж x із хвоста списка xs, використано описання списків.
Як і очікується від алгоритму швидкого сортування, середній асимптотичний час роботи цього алгоритму дорівнює {\displaystyle O(n\cdot \log n)} а час роботи в найгіршому випдаку дорівнює {\displaystyle O(n^{2})}. На відміну від звичайних реалізацій в імперативних мовах програмування, описана функція працює не перетираючи вхідний масив.

## Споріднені програми та інструменти
- Cabal — це інструмент для збору та пакування бібліотек та програм Гаскеля.[7]
- Stack — це інструмент для збірки програм та управління залежностями компонентів Гаскель. Він використовує бібліотеку Cabal з своєю версією репозиторія Hackage, який називається Stackage.
- Linspire Linux використовує Гаскель для програмування системних компонент.
- Pandoc — це програма для конвертування багатьох типів формату markup в інші.

## Виноски
1. ↑  http://news.yale.edu/2015/04/30/memoriam-paul-hudak-computer-scientist-and-saybrook-college-master
2. ↑  http://softwareengineeringdaily.com/2015/11/05/haskell-with-lennart-augustsson/
3. ↑  http://www.cse.chalmers.se/~rjmh/Software/h++.html
4. 1 2 3  A history of Haskell:being lazy with class — SIGPLAN, 2007.
5. ↑  [Haskell Announcing Haskell 2010] — 2009.
6. ↑  Linspire/Freespire Core OS Team and Haskell. Debian Haskell mailing list. May 2006. Архів оригіналу за 25 червня 2013. Процитовано 18 листопада 2007. [Архівовано 2017-12-27 у Wayback Machine.]
7. ↑   https://www.haskell.org/cabal. {{cite web}}: Пропущений або порожній |title= (довідка)